# السايل (حبيش)

تعديل مصدري - تعديل

السايل محلة تابعة لقرية المعشار، التابعة لعزلة بني شبيب بمديرية حبيش إحدى مديريات محافظة إب في الجمهورية اليمنية، بلغ تعداد سكانها 42 حسب تعداد اليمن لعام 2004.